# John Bates
John Bates (Nyssa, 6 novembre 1997) è un giocatore di football americano statunitense che milita nel ruolo di tight end per i Washington Commanders della National Football League (NFL).

## Carriera
Bates fu scelto nel corso del quarto giro (124º assoluto) nel Draft NFL 2021 dal Washington Football Team. Debuttò come professionista subentrando nella gara del primo turno contro i Los Angeles Chargers. La sua stagione da rookie si concluse con 20 ricezioni per 249 yard e un touchdown disputando tutte le 17 partite, di cui 8 come titolare.